# Hori (Wesir)
Hori (auch Hori I; † vor 1176 v. Chr.) war ein altägyptischer Wesir der 19. und 20. Dynastie.
Er war der Sohn des Hohenpriesters von Memphis Hori und Enkel des Prinzen Ramses’ II. Chaemwaset.
Hori diente zunächst als Wesir unter Sethos II. in Memphis, bis er von Siptah nach Theben versetzt wurde. Dort verwaltete er den Totentempel des Königs. Zudem leitete er Bauarbeiten in der thebanischen Nekropole und Steinbrucharbeiten in Gebel el-Ahmar sowie bei Assuan. Horis Amtszeit war relativ lang. Er überstand das Ende von Königin Tausret und war noch unter Sethnacht und Ramses III. im Amt. Er dürfte vor dem 12. Regierungsjahr von Ramses III. gestorben sein, da zu diesem Zeitpunkt bereits Wesir Ta belegt ist.